# 383 جنينا
جانينا 383 هو كويكب ثيميستيان يبلغ قطره حوالي 46 كيلومترًا (29 ميلاً). وهو من النوع B وربما يتكون من مادة شوندريتية كربونية بدائية. تم اكتشافه بواسطة "Auguste Charlois" في 29 يناير 1894 في نيس.
إشارة الاسم غير معروفة، على الرغم من أنه الاسم الفرنسي لوانينا في اليونان، وكذلك اسم امرأة ألمانية شائع، وكلاهما ينحدر على الأرجح من يوهانس.